# Evangelische Kirche (Novi Sad)

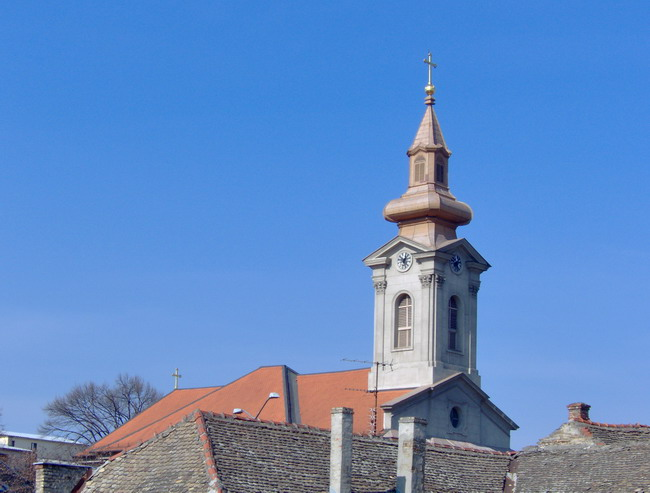
Evangelische Kirche in Novi Sad

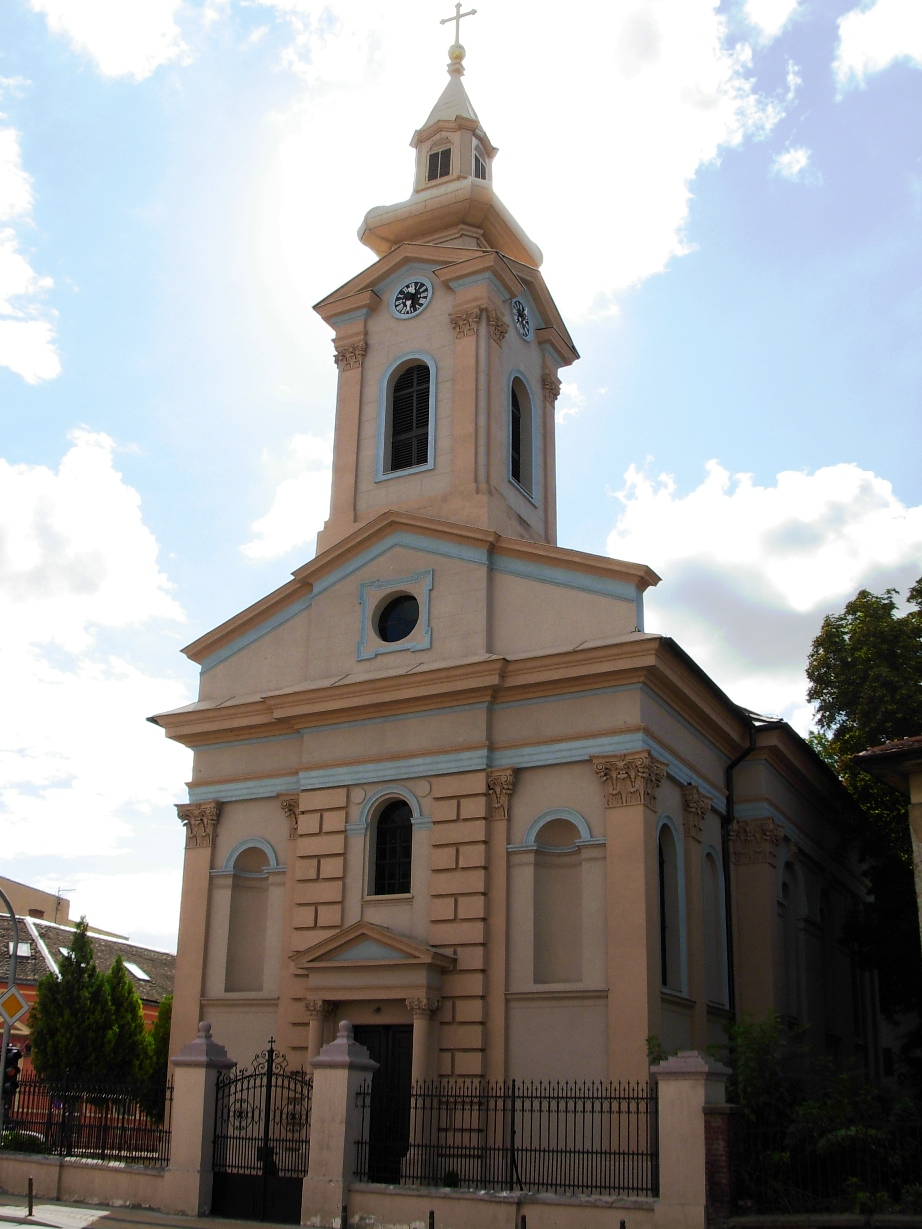
Der Kirchturm der Kirche

Die Evangelische Kirche in Novi Sad ist eine evangelische Kirche in Novi Sad in Serbien. Die Kirchgemeinde gehört zur Evangelischen Kirche des Augsburger Bekenntnisses.

## Geschichte
Die ersten evangelischen Christen waren Slowaken, die zumeist in Diensten reicher ungarischer Familien standen und als fleißige Arbeiter geschätzt wurden. Da sich die Gemeinde aus ärmeren Schichten zusammensetzte, dauerte es relativ lange, bis die nötigen finanziellen Mittel vorhanden waren, um mit dem Bau einer Kirche zu beginnen. Die Kirche wurde 1886 nach den Plänen von Jozef Cocek errichtet. Die einfache, einschiffige Basilika besitzt einen Glockenturm im Stil des Barock, während das Hauptgebäude Elemente aus der Übergangsphase des Barocks zum Klassizismus vorweist.